# Lijst van afleveringen van Law & Order: Special Victims Unit
Dit is een lijst met afleveringen van de Amerikaanse televisieserie Law & Order: Special Victims Unit. Een overzicht van alle afleveringen is hieronder te vinden.

## Seizoen 1 (1999-2000)
| nr. in serie | nr. in seizoen | Titel                 | Schrijver(s)                          | Regisseur           | Uitzenddatum Verenigde Staten |
| ------------ | -------------- | --------------------- | ------------------------------------- | ------------------- | ----------------------------- |
| 1            | 1              | Payback               | Dick Wolf                             | Jean de Segonzac    | 20 september 1999             |
| 2            | 2              | A Single Life         | Miriam Kazdin                         | Lesli Linka Glatter | 27 september 1999             |
| 3            | 3              | Or Just Look Like One | Michael R. Perry                      | Rick Rosenthal      | 4 oktober 1999                |
| 4            | 4              | Hysteria              | Dawn DeNoon & Lisa Marie Petersen     | Richard Dobbs       | 11 oktober 1999               |
| 5            | 5              | Wanderlust            | Wendy West                            | David Hugh Jones    | 18 oktober 1999               |
| 6            | 6              | Sophomore Jinx        | John Chambers                         | Clark Johnson       | 25 oktober 1999               |
| 7            | 7              | Uncivilized           | Robert Palm                           | Michael Fields      | 15 november 1999              |
| 8            | 8              | Stalked               | Roger Garrett                         | Peter Medak         | 22 november 1999              |
| 9            | 9              | Stocks & Bondage      | Michael R. Perry                      | Constantine Makris  | 29 november 1999              |
| 10           | 10             | Closure               | Wendy West                            | Steve Wertimer      | 7 januari 2000                |
| 11           | 11             | Bad Blood             | Lisa Marie Petersen & Dawn DeNoon     | Michael Fields      | 14 januari 2000               |
| 12           | 12             | Russian Love Poem     | Eva Nagorski                          | Rick Rosenthal      | 21 januari 2000               |
| 13           | 13             | Disrobed              | Janet Tamaro                          | David Platt         | 4 februari 2000               |
| 14           | 14             | Limitations           | Michael R. Perry                      | Constantine Makris  | 11 februari 2000              |
| 15           | 15             | Entitled              | Dick Wolf & Robert Palm & Rene Balcer | Edwin Sherin        | 18 februari 2000              |
| 16           | 16             | The Third Guy         | Dawn DeNoon                           | Lisa Marie Petersen | 25 februari 2000              |
| 17           | 17             | Misleader             | Nick Harding                          | Nick Kendrick       | 31 maart 2000                 |
| 18           | 18             | Chat Room             | Roger Garrett                         | Richard Dobbs       | 14 april                      |
| 19           | 19             | Contact               | Robert Palm & Wendy West              | Michael Zinberg     | 28 april 2000                 |
| 20           | 20             | Remorse               | Michael R. Perry                      | Alexander Cassini   | 5 mei 2000                    |
| 21           | 21             | Nocturne              | Wendy West                            | Jean de Segonzac    | 12 mei 2000                   |
| 22           | 22             | Slaves                | Lisa Marie Petersen & Dawn DeNoon     | Ted Kotcheff        | 19 mei 2000                   |

## Seizoen 2 (2000-2001)
| nr. in serie | nr. in seizoen | Titel           | Schrijver(s)                                            | Regisseur            | Uitzenddatum Verenigde Staten |
| ------------ | -------------- | --------------- | ------------------------------------------------------- | -------------------- | ----------------------------- |
| 23           | 1              | Wrong Is Right  | David J. Burke                                          | Jeff Eckerle         | 20 oktober 2000               |
| 24           | 2              | Honor           | Jonathan Greene & Robert F. Campbell                    | Alan Metzger         | 27 oktober 2000               |
| 25           | 3              | Closure: Part 2 | Wendy West                                              | Jean de Segonzac     | 3 november 2000               |
| 26           | 4              | Legacy          | Jeff Eckerle                                            | Jud Taylor           | 10 november 2000              |
| 27           | 5              | Baby Killer     | Lisa Marie Petersen & Dawn DeNoon                       | Juan José Campanella | 17 november 2000              |
| 28           | 6              | Noncompliance   | Judy McCreary                                           | Elodie Keene         | 24 november 2000              |
| 29           | 7              | Asunder         | Judy McCreary                                           | David Platt          | 1 december 2000               |
| 30           | 8              | Taken           | Dawn DeNoon & Lisa Marie Petersen                       | Michael Fields       | 15 december 2000              |
| 31           | 9              | Pixies          | Tracey Stern & Clifton Campbell & Jeff Eckerle          | Jean de Segonzac     | 12 januari 2001               |
| 32           | 10             | Consent         | Jeff Eckerle                                            | James Quinn          | 19 januari 2001               |
| 33           | 11             | Abuse           | Lisa Marie Petersen & Dawn DeNoon & Gwendolyn M. Parker | Richard Dobbs        | 26 januari 2001               |
| 34           | 12             | Secrets         | Robert F. Campbell & Jonathan Greene & Wendy West       | Arthur W. Forney     | 2 februari 2001               |
| 35           | 13             | Victims         | Nick Kendrick                                           | Constantine Makris   | 9 februari 2001               |
| 36           | 14             | Paranoia        | Dick Wolf & Robert F. Campbell & Jonathan Greene        | Richard Dobbs        | 16 februari 2001              |
| 37           | 15             | Countdown       | Dawn DeNoon & Lisa Marie Petersen                       | Steve Shill          | 23 februari 2001              |
| 38           | 16             | Runaway         | David J. Burke & Nick Kendrick                          | Richard Dobbs        | 2 maart 2001                  |
| 39           | 17             | Folly           | Todd Robinson                                           | Jud Taylor           | 23 maart 2001                 |
| 40           | 18             | Manhunt         | Jeff Eckerle                                            | Steve Wertimer       | 20 april 2001                 |
| 41           | 19             | Parasites       | Martin Weiss                                            | David Platt          | 27 april 2001                 |
| 42           | 20             | Pique           | Judy McCreary                                           | Steve Shill          | 4 mei 2001                    |
| 43           | 21             | Scourge         | Neal Baer                                               | Alex Zakrzewski      | 11 mei 2001                   |

## Seizoen 3 (2001-2002)
| nr. in serie | nr. in seizoen | Titel        | Schrijver(s)                                        | Regisseur            | Uitzenddatum Verenigde Staten |
| ------------ | -------------- | ------------ | --------------------------------------------------- | -------------------- | ----------------------------- |
| 44           | 1              | Repression   | Marilyn Osborn                                      | Henry J. Bronchtein  | 8 september 2001              |
| 45           | 2              | Wrath        | Judith McCreary                                     | Jean de Segonzac     | 5 oktober 2001                |
| 46           | 3              | Stolen       | Robert F. Campbell & Jonathan Greene                | James Quinn          | 12 oktober 2001               |
| 47           | 4              | Rooftop      | Neal Baer & Robert F. Campbell & Jonathan Greene    | Steve Shill          | 19 oktober 2001               |
| 48           | 5              | Tangled      | Lisa Marie Petersen & Dawn DeNoon                   | Jean de Segonzac     | 26 oktober 2001               |
| 49           | 6              | Redemption   | Jeff Eckerle                                        | Ted Kotcheff         | 2 november 2001               |
| 50           | 7              | Sacrifice    | Javier Grillo-Marxuach                              | Lesli Linka Glatter  | 9 november 2001               |
| 51           | 8              | Inheritance  | Kathy Ebel                                          | Juan José Campanella | 16 november 2001              |
| 52           | 9              | Care         | Dawn DeNoon & Lisa Marie Petersen                   | Gloria Muzio         | 23 november 2001              |
| 53           | 10             | Ridicule     | Judy McCreary                                       | Constantine Makris   | 14 december 2001              |
| 54           | 11             | Monogamy     | Tara Butters & Michele Fazekas                      | Constantine Makris   | 26 januari 2001               |
| 55           | 12             | Protection   | Robert F. Campbell & Jonathan Greene                | Alex Zakrzewski      | 11 januari 2002               |
| 56           | 13             | Prodigy      | Dawn DeNoon & Lisa Marie Petersen                   | Steve Shill          | 18 januari 2002               |
| 57           | 14             | Counterfeit  | Amanda Green                                        | Arthur W. Forney     | 25 januari 2002               |
| 58           | 15             | Execution    | Judy McCreary                                       | Alex Zakrzewski      | 1 februari 2002               |
| 59           | 16             | Popular      | Stephen Belber & Kathy Ebel                         | Jean de Segonzac     | 1 maart 2002                  |
| 60           | 17             | Surveillance | Jeff Eckerle                                        | Steve Shill          | 8 maart 2002                  |
| 61           | 18             | Guilt        | Tara Butters & Michele Fazekas                      | David Platt          | 29 maart 2002                 |
| 62           | 19             | Justice      | Dawn DeNoon & Lisa Marie Petersen                   | Juan José Campanella | 5 april 2002                  |
| 63           | 20             | Greed        | Robert F. Campbell & Jonathan Greene                | Constantine Makris   | 26 april 2002                 |
| 64           | 21             | Denial       | Judy McCreary                                       | Steve Shill          | 11 mei 2001                   |
| 65           | 22             | Competence   | Robert F. Campbell & Jonathan Greene & Jeff Eckerle | Jud Taylor           | 10 mei 2002                   |
| 66           | 23             | Silence      | Patrick Harbinson                                   | Steve Shill          | 17 mei 2002                   |

## Seizoen 4 (2002-2003)
| nr. in serie | nr. in seizoen | Titel             | Schrijver(s)                                  | Regisseur            | Uitzenddatum Verenigde Staten |
| ------------ | -------------- | ----------------- | --------------------------------------------- | -------------------- | ----------------------------- |
| 67           | 1              | Chameleon         | Tara Butters & Michele Fazekas                | Jean de Segonzac     | 27 september 2002             |
| 68           | 2              | Deception         | Tara Butters & Michele Fazekas                | Constantine Makris   | 4 oktober 2002                |
| 69           | 3              | Vulnerable        | Dawn DeNoon & Lisa Marie Petersen             | Juan José Campanella | 11 oktober 2002               |
| 70           | 4              | Lust              | Amanda Green                                  | Michael Fields       | 18 oktober 2002               |
| 71           | 5              | Disappearing Acts | Judy McCreary                                 | Alex Zakrzewski      | 25 oktober 2002               |
| 72           | 6              | Angels            | Robert F. Campbell & Jonathan Greene          | Arthur W. Forney     | 1 november 2002               |
| 73           | 7              | Dolls             | Amanda Green                                  | Darnell Martin       | 8 november 2002               |
| 74           | 8              | Waste             | Dawn DeNoon & Lisa Marie Petersen             | Donna Deitch         | 15 november 2002              |
| 75           | 9              | Juvenile          | Tara Butter & Michele Fazekas                 | Constantine Makris   | 22 november 2002              |
| 76           | 10             | Resilience        | Patrick Harbinson                             | Joyce Chopra         | 6 december 2002               |
| 77           | 11             | Damaged           | Barbie Kligman                                | Juan José Campanella | 10 januari 2003               |
| 78           | 12             | Risk              | Robert F. Campbell & Jonathan Greene          | Juan José Campanella | 17 januari 2003               |
| 79           | 13             | Rotten            | Judy McCreary                                 | Constantine Makris   | 24 januari 2003               |
| 80           | 14             | Mercy             | Ruth Fletcher & Christos N. Gage              | David Platt          | 31 januari 2003               |
| 81           | 15             | Pandora           | Tara Butters & Michele Fazekas                | Alex Zakrzewski      | 7 februari 2003               |
| 82           | 16             | Tortured          | Dawn DeNoon & Lisa Marie Petersen             | Steve Shill          | 14 februari 2003              |
| 83           | 17             | Privilege         | Patrick Harbinson                             | Jean de Segonzac     | 21 februari 2003              |
| 84           | 18             | Desperate         | Amanda Green                                  | David Platt          | 14 maart 2003                 |
| 85           | 19             | Appearances       | Stephen Belber & Liz Friedman & Vanessa Place | Alex Zakrzewski      | 28 maart 2003                 |
| 86           | 20             | Dominance         | Robert F. Campbell & Jonathan Greene          | Steve Shill          | 4 april 2003                  |
| 87           | 21             | Fallacy           | Joshua Kotcheff & Barbie Kligman              | Juan José Campanell  | 18 april 2003                 |
| 88           | 22             | Futility          | Tara Butters & Michele Fazekas                | Alex Zakrzewski      | 10 mei 2002                   |
| 89           | 23             | Grief             | Adisa Iwa                                     | Constantine Makris   | 2 mei 2003                    |
| 90           | 24             | Perfect           | Robert F. Campbell & Jonathan Greene          | Rick Wallace         | 9 mei 2003                    |
| 91           | 25             | Soulless          | Dawn DeNoon & Lisa Marie Petersen             | Chad Lowe            | 16 mei 2003                   |

## Seizoen 5 (2003-2004)
| nr. in serie | nr. in seizoen | Titel       | Schrijver(s)                      | Regisseur            | Uitzenddatum Verenigde Staten |
| ------------ | -------------- | ----------- | --------------------------------- | -------------------- | ----------------------------- |
| 92           | 1              | Tragedy     | Amanda Green                      | David Platt          | 23 september 2003             |
| 93           | 2              | Manic       | Patrick Harbinson                 | Guy Norman Bee       | 30 september 2003             |
| 94           | 3              | Mother      | Dawn DeNoon & Lisa Marie Petersen | Ted Kotcheff         | 7 oktober 2003                |
| 95           | 4              | Loss        | Michele Fazekas & Tara Butters    | Constantine Makris   | 14 oktober 2003               |
| 96           | 5              | Serendipity | Dawn DeNoon & Lisa Marie Petersen | Constantine Makris   | 21 oktober 2003               |
| 97           | 6              | Coerced     | Jonathan Greene                   | Jean de Segonzac     | 28 oktober 2003               |
| 98           | 7              | Choice      | Patrick Harbinson                 | David Platt          | 4 november 2003               |
| 99           | 8              | Abomination | Michele Fazekas & Tara Butters    | Alex Zakrzewski      | 11 november 2003              |
| 100          | 9              | Control     | Dick Wolf                         | Ted Kotcheff         | 18 november 2003              |
| 101          | 10             | Shaken      | Amanda Green                      | Constantine Makris   | 25 november 2003              |
| 102          | 11             | Escape      | Barbie Kligman                    | Jean de Segonzac     | 2 december 2003               |
| 103          | 12             | Brotherhood | Jose Molina                       | Jean de Segonzac     | 6 januari 2004                |
| 104          | 13             | Hate        | Robert Nathan                     | David Platt          | 13 januari 2004               |
| 105          | 14             | Ritual      | Ruth Fletcher & Christos N. Gage  | Ed Bianchi           | 3 februari 2004               |
| 106          | 15             | Families    | Jonathan Greene                   | Constantine Makris   | 10 februari 2004              |
| 107          | 16             | Home        | Amanda Green                      | Rick Wallace         | 17 februari 2004              |
| 108          | 17             | Mean        | Michele Fazekas & Tara Butters    | Constantine Makris   | 24 februari 2004              |
| 109          | 18             | Careless    | Patrick Harbinson                 | Steve Shill          | 2 maart 2004                  |
| 110          | 19             | Sick        | Dawn DeNoon                       | David Platt          | 30 maart 2004                 |
| 111          | 20             | Lowdown     | Robert Nathan                     | Jud Taylor           | 6 april 2004                  |
| 112          | 21             | Criminal    | Alex Zakrzewski                   | Jose Molina          | 20 april 2004                 |
| 113          | 22             | Painless    | Jonathan Greene                   | Juan José Campanella | 27 april 2004                 |
| 114          | 23             | Bound       | Barbie Kligman                    | Constantine Makris   | 4 mei 2004                    |
| 115          | 24             | Poison      | Michele Fazekas & Tara Butters    | David Platt          | 11 mei 2004                   |
| 116          | 25             | Head        | Dawn DeNoon & Lisa Marie Petersen | Juan José Campanella | 11 mei 2004                   |

## Seizoen 6 (2004-2005)
| nr. in serie | nr. in seizoen | Titel       | Schrijver(s)                      | Regisseur(s)                            | Uitzenddatum Verenigde Staten |
| ------------ | -------------- | ----------- | --------------------------------- | --------------------------------------- | ----------------------------- |
| 117          | 1              | Birthright  | Jonathan Greene                   | Arthur W. Forney                        | 21 september 2004             |
| 118          | 2              | Debt        | Amanda Green                      | David Platt                             | 28 september 2004             |
| 119          | 3              | Obscene     | Jose Molina                       | Constantine Makris                      | 12 oktober 2004               |
| 120          | 4              | Scavenger   | Dawn DeNoon & Lisa Marie Petersen | Daniel Sackheim                         | 19 oktober 2004               |
| 121          | 5              | Outcry      | Patrick Harbinson                 | Constantine Makris                      | 26 oktober 2004               |
| 122          | 6              | Conscience  | Roger Wolfson & Robert Nathan     | David Platt                             | 9 november 2004               |
| 123          | 7              | Charisma    | Michele Fazekas & Tara Butters    | Arthur W. Forney                        | 16 november 2004              |
| 124          | 8              | Doubt       | Marjorie David                    | Ted Kotcheff                            | 23 november 2004              |
| 125          | 9              | Weak        | Michele Fazekas & Tara Butters    | David Platt                             | 30 november 2004              |
| 126          | 10             | Haunted     | Amanda Green                      | Juan José Campanella                    | 7 december 2004               |
| 127          | 11             | Contagious  | Jonathan Greene                   | Aaron Lipstadt                          | 11 januari 2005               |
| 128          | 12             | Identity    | Lisa Marie Petersen & Dawn DeNoon | Rick Wallace                            | 18 januari 2005               |
| 129          | 13             | Quarry      | Jose Molina                       | Constantine Makris                      | 25 januari 2005               |
| 130          | 14             | Game        | Patrick Harbinson                 | David Platt                             | 8 februari 2005               |
| 131          | 15             | Hooked      | Joshua Kotcheff                   | Jean de Segonzac                        | 15 februari 2005              |
| 132          | 16             | Ghost       | Amanda Green                      | David Platt                             | 22 februari 2005              |
| 133          | 17             | Rage        | Michele Fazekas & Tara Butters    | Juan José Campanella                    | 1 maart 2005                  |
| 134          | 18             | Pure        | Dawn DeNoon                       | Aaron Lipstadt                          | 8 maart 2005                  |
| 135          | 19             | Intoxicated | Jonathan Greene                   | Marita Grabiak                          | 29 maart 2005                 |
| 136          | 20             | Night       | Amanda Green & Chris Levinson     | Juan José Campanella & Arthur W. Forney | 3 mei 2005                    |
| 137          | 21             | Blood       | Patrick Harbinson                 | Félix Enríquez Alcalá                   | 10 mei 2005                   |
| 138          | 22             | Parts       | David Foster                      | Matt Earl Beesley                       | 10 mei 2005                   |
| 139          | 23             | Goliath     | Michele Fazekas & Tara Butters    | Peter Leto                              | 24 mei 2005                   |

## Seizoen 7 (2005-2006)
| nr. in serie | nr. in seizoen | Titel       | Schrijver(s)                   | Regisseur            | Uitzenddatum Verenigde Staten |
| ------------ | -------------- | ----------- | ------------------------------ | -------------------- | ----------------------------- |
| 140          | 1              | Demons      | Amanda Green                   | David Platt          | 20 september 2005             |
| 141          | 2              | Design      | Lisa Marie Petersen            | David Platt          | 27 september 2005             |
| 142          | 3              | 911         | Lisa Marie Petersen            | David Platt          | 12 oktober 2004               |
| 143          | 4              | Ripped      | Jonathan Greene                | Rick Wallace         | 11 oktober 2005               |
| 144          | 5              | Strain      | Robert Nathan                  | Constantine Makris   | 18 oktober 2005               |
| 145          | 6              | Raw         | Dawn DeNoon                    | Jonathan Kaplan      | 1 november 2005               |
| 146          | 7              | Name        | Michele Fazekas                | David Platt          | 8 november 2005               |
| 147          | 8              | Starved     | Lisa Marie Petersen            | David Platt          | 15 november 2005              |
| 148          | 9              | Rockabye    | Patrick Harbinson              | Peter Leto           | 22 november 2005              |
| 149          | 10             | Storm       | Neal Baer & Amanda Green       | David Platt          | 29 november 2005              |
| 150          | 11             | Alien       | Jose Molina                    | Constantine Makris   | 6 december 2005               |
| 151          | 12             | Infected    | Michele Fazekas & Tara Butters | Michelle MacLaren    | 3 januari 2006                |
| 152          | 13             | Blast       | Amanda Green                   | Peter Leto           | 10 januari 2006               |
| 153          | 14             | Taboo       | Amanda Green                   | Peter Leto           | 17 januari 2006               |
| 154          | 15             | Manipulated | Jose Molina                    | Matt Earl Beesley    | 7 februari 2006               |
| 155          | 16             | Gone        | Jonathan Greene                | George Pattison      | 28 februari 2006              |
| 156          | 17             | Class       | Paul Grellong                  | Aaron Lipstadt       | 21 maart 2006                 |
| 157          | 18             | Venom       | Judy McCreary                  | Peter Leto           | 28 maart 2006                 |
| 158          | 19             | Fault       | Michele Fazekas & Tara Butters | Paul McCrane         | 4 april 2006                  |
| 159          | 20             | Fat         | Patrick Harbinson              | Juan José Campanella | 2 mei 2006                    |
| 160          | 21             | Web         | Patrick Harbinson              | Juan José Campanella | 9 mei 2006                    |
| 161          | 22             | Influence   | Ian Biederman                  | Norberto Barba       | 16 mei 2006                   |

## Seizoen 8 (2006-2007)
| nr. in serie | nr. in seizoen | Titel         | Schrijver(s)      | Regisseur(s)                  | Uitzenddatum Verenigde Staten |
| ------------ | -------------- | ------------- | ----------------- | ----------------------------- | ----------------------------- |
| 162          | 1              | Informed      | Dawn DeNoon       | Peter Leto                    | 19 september 2006             |
| 163          | 2              | Clock         | Dawn DeNoon       | Peter Leto                    | 26 september 2006             |
| 164          | 3              | Recall        | Jonathan Greene   | Juan José Campanella          | 3 oktober 2006                |
| 165          | 4              | Uncle         | Dawn DeNoon       | David Platt                   | 10 oktober 2006               |
| 166          | 5              | Confrontation | Judy McCreary     | David Platt                   | 17 oktober 2006               |
| 167          | 6              | Infiltrated   | Dawn DeNoon       | David Platt                   | 31 oktober 2006               |
| 168          | 7              | Underbelly    | Amanda Green      | Jonathan Kaplan               | 14 november 2006              |
| 169          | 8              | Cage          | Patrick Harbinson | David Platt                   | 21 november 2006              |
| 170          | 9              | Choreographed | Paul Grellong     | Peter Leto                    | 28 november 2006              |
| 171          | 10             | Scheherazade  | Amanda Green      | David Platt                   | 2 januari 2007                |
| 172          | 11             | Burned        | Judy McCreary     | Eriq La Salle                 | 9 januari 2007                |
| 173          | 12             | Outsider      | Paul Grellong     | Arthur W. Forney              | 16 januari 2007               |
| 174          | 13             | Loophole      | Jonathan Greene   | David Platt                   | 6 februari 2007               |
| 175          | 14             | Dependent     | Ken Storer        | Peter Leto                    | 13 februari 2007              |
| 176          | 15             | Haystack      | Amanda Green      | Peter Leto                    | 20 februari 2007              |
| 177          | 16             | Philadelphia  | Patrick Harbinson | Peter Leto                    | 27 februari 2007              |
| 178          | 17             | Sin           | Patrick Harbinson | George Pattison               | 27 maart 2007                 |
| 179          | 18             | Responsible   | Allison Intrieri  | David Platt & Yelena Lanskaya | 3 april 2007                  |
| 180          | 19             | Florida       | Jonathan Greene   | David Platt                   | 1 mei 2007                    |
| 181          | 20             | Annihilated   | Amanda Green      | Peter Leto                    | 8 mei 2007                    |
| 182          | 21             | Pretend       | Dawn DeNoon       | David Platt                   | 15 mei 2007                   |
| 183          | 22             | Screwed       | Judy McCreary     | Arthur W. Forney              | 22 mei 2007                   |

## Seizoen 9 (2007-2008)
| nr. in serie | nr. in seizoen | Titel         | Schrijver(s)             | Regisseur            | Uitzenddatum Verenigde Staten |
| ------------ | -------------- | ------------- | ------------------------ | -------------------- | ----------------------------- |
| 184          | 1              | Alternate     | Neal Baer & Dawn DeNoon  | David Platt          | 25 september 2007             |
| 185          | 2              | Avatar        | Paul Grellong            | Peter Leto           | 2 oktober 2007                |
| 186          | 3              | Impulsive     | Jonathan Greene          | David Platt          | 9 oktober 2007                |
| 187          | 4              | Savant        | Judy McCreary            | Kate Woods           | 16 oktober 2007               |
| 188          | 5              | Harm          | Josh Singer              | Peter Leto           | 23 oktober 2007               |
| 189          | 6              | Svengali      | Kam Miller               | David Platt          | 6 november 2007               |
| 190          | 7              | Blinded       | Jonathan Greene          | David Platt          | 13 november 2007              |
| 191          | 8              | Fight         | Mick Betancourt          | Juan José Campanella | 20 november 2007              |
| 192          | 9              | Paternity     | Amanda Green             | Kate Woods           | 27 november 2007              |
| 193          | 10             | Snitch        | Mark Goffman             | Jonathan Kaplan      | 4 december 2007               |
| 194          | 11             | Streetwise    | Paul Grellong            | Helen Shaver         | 1 januari 2008                |
| 195          | 12             | Signature     | Judy McCreary            | Arthur W. Forney     | 6 januari 2008                |
| 196          | 13             | Unorthodox    | Josh Singer              | David Platt          | 15 februari 2008              |
| 197          | 14             | Inconceivable | Dawn Denoon              | Christopher Zalla    | 22 februari 2008              |
| 198          | 15             | Undercover    | Mark Goffman             | David Platt          | 15 april 2008                 |
| 199          | 16             | Closet        | Ken Storer               | Peter Leto           | 22 april 2008                 |
| 200          | 17             | Authority     | Neal Baer & Amanda Green | David Platt          | 29 april 2008                 |
| 201          | 18             | Trade         | Jonathan Greene          | Peter Leto           | 29 april 2008                 |
| 202          | 19             | Cold          | Judy McCreary            | David Platt          | 13 mei 2008                   |

## Seizoen 10 (2008-2009)
| nr. in serie | nr. in seizoen | Titel       | Schrijver(s)                      | Regisseur            | Uitzenddatum Verenigde Staten |
| ------------ | -------------- | ----------- | --------------------------------- | -------------------- | ----------------------------- |
| 203          | 1              | Trials      | Judy McCreary                     | David Platt          | 23 september 2008             |
| 204          | 2              | Confession  | Judy McCreary                     | Arthur W. Forney     | 30 september 2008             |
| 205          | 3              | Swing       | Amanda Green                      | David Platt          | 14 oktober 2008               |
| 206          | 4              | Lunacy      | Daniel Truly                      | Peter Leto           | 21 oktober 2008               |
| 207          | 5              | Retro       | Joshua Kotcheff & Jonathan Greene | Peter Leto           | 28 oktober 2008               |
| 208          | 6              | Babes       | Daniel Truly                      | David Platt          | 11 november 2008              |
| 209          | 7              | Wildlife    | Mick Betancourt                   | Peter Leto           | 18 november 2008              |
| 210          | 8              | Persona     | Amanda Green                      | Helen Shaver         | 25 november 2008              |
| 211          | 9              | PTSD        | Judy McCreary                     | Eriq La Salle        | 2 december 2008               |
| 212          | 10             | Smut        | Chris Eyre                        | Kam Miller           | 9 december 2008               |
| 213          | 11             | Stranger    | Dawn DeNoon                       | David Platt          | 6 januari 2009                |
| 214          | 12             | Hothouse    | Charley Davis                     | Peter Leto           | 13 januari 2009               |
| 215          | 13             | Snatched    | Mick Betancourt                   | David Platt          | 3 februari 2009               |
| 216          | 14             | Transitions | Ken Storer                        | Peter Leto           | 17 februari 2009              |
| 217          | 15             | Lead        | Jonathan Greene                   | David Platt          | 10 maart 2009                 |
| 218          | 16             | Ballerina   | Daniel Truly                      | Peter Leto           | 17 maart 2009                 |
| 219          | 17             | Hell        | Amanda Green                      | David Platt          | 31 maart 2009                 |
| 220          | 18             | Baggage     | Judy McCreary                     | Christopher Zalla    | 7 april 2009                  |
| 221          | 19             | Selfish     | Mick Betancourt                   | David Platt          | 28 april 2009                 |
| 222          | 20             | Crush       | Jonathan Greene                   | Peter Leto           | 5 mei 2009                    |
| 223          | 21             | Liberties   | Dawn DeNoon                       | Juan José Campanella | 19 mei 2009                   |
| 224          | 22             | Zebras      | Amanda Green & Daniel Truly       | Peter Leto           | 2 juni 2009                   |

## Seizoen 11 (2009-2010)
| nr. in serie | nr. in seizoen | Titel        | Schrijver(s)                      | Regisseur            | Uitzenddatum Verenigde Staten |
| ------------ | -------------- | ------------ | --------------------------------- | -------------------- | ----------------------------- |
| 225          | 1              | Unstable     | Judy McCreary                     | Arthur W. Forney     | 23 september 2009             |
| 226          | 2              | Sugar        | Daniel Truly                      | Peter Leto           | 30 september 2009             |
| 227          | 3              | Solitary     | Amanda Green                      | Helen Shaver         | 7 oktober 2009                |
| 228          | 4              | Hammered     | Dawn DeNoon                       | Peter Leto           | 14 oktober 2009               |
| 229          | 5              | Hardwired    | Mick Betancourt                   | David Platt          | 21 oktober 2009               |
| 230          | 6              | Spooked      | Jonathan Greene                   | Peter Leto           | 28 oktober 2009               |
| 231          | 7              | Users        | Michael Angeli                    | David Platt          | 4 november 2009               |
| 232          | 8              | Turmoil      | Judy McCreary                     | Peter Leto           | 11 november 2009              |
| 233          | 9              | Perverted    | Dawn DeNoon                       | David Platt          | 18 november 2009              |
| 234          | 10             | Anchor       | Amanda Green & Daniel Truly       | Jonathan Kaplan      | 9 december 2009               |
| 235          | 11             | Quickie      | Ken Storer                        | David Platt          | 6 januari 2010                |
| 236          | 12             | Shadow       | Amanda Green                      | Amy Redford          | 13 januari 2010               |
| 237          | 13             | P.C.         | Daniel Truly                      | Juan José Campanella | 3 maart 2010                  |
| 238          | 14             | Savior       | Mick Betancourt                   | Peter Leto           | 3 maart 2010                  |
| 239          | 15             | Confidential | Jonathan Greene                   | Peter Leto           | 10 maart 2010                 |
| 240          | 16             | Witness      | Dawn DeNoon & Christine M. Torres | David Platt          | 17 maart 2010                 |
| 241          | 17             | Disabled     | Judy McCreary                     | Paul Black           | 24 maart 2010                 |
| 242          | 18             | Bedtime      | Charley Davis                     | Helen Shaver         | 31 maart 2010                 |
| 243          | 19             | Conned       | Ken Storer                        | David Platt          | 7 april 2010                  |
| 244          | 20             | Beef         | Lisa Loomer                       | Peter Leto           | 21 april 2010                 |
| 245          | 21             | Torch        | Mick Betancourt & Amanda Green    | Peter Leto           | 28 april 2010                 |
| 246          | 22             | Ace          | Jonathan Greene                   | David Platt          | 5 mei 2010                    |
| 247          | 23             | Wannabe      | Dawn DeNoon                       | David Platt          | 12 mei 2010                   |
| 248          | 24             | Shattered    | Amanda Green & Daniel Truly       | Peter Leto           | 19 mei 2010                   |

## Seizoen 12 (2010-2011)
| nr. in serie | nr. in seizoen | Titel       | Schrijver(s)                      | Regisseur(s)                    | Uitzenddatum Verenigde Staten |
| ------------ | -------------- | ----------- | --------------------------------- | ------------------------------- | ----------------------------- |
| 249          | 1              | Locum       | Dawn DeNoon                       | Arthur W. Forney                | 22 september 2010             |
| 250          | 2              | Bullseye    | Daniel Truly                      | Peter Leto                      | 22 september 2010             |
| 251          | 3              | Behave      | Jonathan Greene                   | Helen Shaver                    | 29 september 2010             |
| 252          | 4              | Merchandise | Judy McCreary                     | Peter Leto                      | 6 oktober 2010                |
| 253          | 5              | Wet         | Speed Weed                        | Jonathan Kaplan                 | 13 oktober 2010               |
| 254          | 6              | Branded     | Chris Brancato                    | Peter Leto                      | 20 oktober 2010               |
| 255          | 7              | Trophy      | Ken Storer                        | Donna Deitch                    | 3 november 2010               |
| 256          | 8              | Penetration | Christine M. Torres & Dawn DeNoon | Peter Leto                      | 10 november 2010              |
| 257          | 9              | Gray        | George Huang                      | Helen Shaver                    | 17 november 2010              |
| 258          | 10             | Rescue      | Daniel Truly                      | Constantine Makris & Peter Leto | 1 december 2010               |
| 259          | 11             | Pop         | Jonathan Greene                   | Norberto Barba                  | 5 januari 2011                |
| 260          | 12             | Possessed   | Brian Fagan                       | Constantine Makris              | 5 januari 2011                |
| 261          | 13             | Mask        | Speed Weed                        | Donna Deitch                    | 12 januari 2011               |
| 262          | 14             | Dirty       | Judy McCreary                     | Helen Shaver                    | 19 januari 2011               |
| 263          | 15             | Flight      | Dawn DeNoon & Christine M. Torres | Alex Chapple                    | 2 februari 2011               |
| 264          | 16             | Spectacle   | Chris Brancato                    | Peter Leto                      | 9 februari 2011               |
| 265          | 17             | Persuit     | Judy McCreary                     | Jonathan Kaplan                 | 16 februari 2011              |
| 266          | 18             | Bully       | Ken Storer                        | Helen Shaver                    | 23 februari 2011              |
| 267          | 19             | Bombshell   | Daniel Truly                      | Patrick Creadon                 | 23 maart 2011                 |
| 268          | 20             | Totem       | Jonathan Greene                   | Jonathan Kaplan                 | 30 maart 2011                 |
| 269          | 21             | Reparations | Christine M. Torres               | Constantine Makris              | 6 april 2011                  |
| 270          | 22             | Bang        | Speed Weed                        | Peter Leto                      | 4 mei 2011                    |
| 271          | 23             | Delinquent  | Dawn DeNoon                       | Holly Dale                      | 11 mei 2011                   |
| 272          | 24             | Smoked      | Jonathan Greene & Daniel Truly    | Helen Shaver                    | 18 mei 2011                   |

## Seizoen 13 (2011-2012)
| nr. in serie | nr. in seizoen | Titel           | Schrijver(s)                                    | Regisseur          | Uitzenddatum Verenigde Staten |
| ------------ | -------------- | --------------- | ----------------------------------------------- | ------------------ | ----------------------------- |
| 273          | 1              | Scorched Earth  | David Matthews                                  | Michael Slovis     | 21 september 2011             |
| 274          | 2              | Personal Fools  | Bryan Goluboff                                  | Jim McKay          | 28 september 2011             |
| 275          | 3              | Blood Brothers  | Warren Leight & Julie Martin                    | Tom DiCillo        | 5 oktober 2011                |
| 276          | 4              | Double Strands  | John Paul Roche                                 | Fred Berner        | 12 oktober 2011               |
| 277          | 5              | Missing Pieces  | Warren Leight & Julie Martin                    | Peter Leto         | 19 oktober 2011               |
| 278          | 6              | True Believers  | Robin Veith                                     | Courtney Hunt      | 2 november 2011               |
| 279          | 7              | Russian Brides  | Bryan Goluboff                                  | Alex Chapple       | 9 november 2011               |
| 280          | 8              | Penetration     | Christine M. Torres & Dawn DeNoon               | Peter Leto         | 10 november 2010              |
| 281          | 9              | Lost Traveller  | Julie Martin & David Matthews                   | Jean de Segonzac   | 30 november 2011              |
| 282          | 10             | Spiraling Down  | John Paul Roche & Warren Leight                 | Alex Chapple       | 7 december 2011               |
| 283          | 11             | Theatre Tricks  | Marygrace O'Shea & Warren Leight & Julie Martin | Constantine Makris | 11 januari 2012               |
| 284          | 12             | Official Story  | Peter Blauner                                   | Michael Smith      | 18 januari 2012               |
| 285          | 13             | Father's Shadow | Warren Leight & Julie Martin                    | Jean de Segonzac   | 8 februari 2012               |
| 286          | 14             | Home Invasions  | Bryan Goluboff                                  | Jim McKay          | 15 februari 2012              |
| 287          | 15             | Hunting Ground  | John Paul Roche & Warren Leight                 | Jonathan Kaplan    | 22 februari 2012              |
| 288          | 16             | Child's Welfare | Warren Leight                                   | Holly Dale         | 29 februari 2012              |
| 289          | 17             | Justice Denied  | Stuart Feldman & Warren Leight                  | Michael Slovis     | 11 april 2012                 |
| 290          | 18             | Valentine's Day | Julie Martin & Warren Leight                    | Peter Leto         | 18 april 2012                 |
| 291          | 19             | Street Revenge  | Julie Martin & David Matthews                   | Arthur W. Forney   | 25 april 2012                 |
| 292          | 20             | Father Dearest  | John Paul Roche & Warren Leight                 | Rosemary Rodriguez | 2 mei 2012                    |
| 293          | 21             | Learning Curve  | Julie Martin & Warren Leight                    | Jonathan Herron    | 9 mei 2012                    |
| 294          | 22             | Strange Beauty  | Peter Blauner & Robin Veith                     | Alex Chapple       | 16 mei 2012                   |
| 295          | 23             | Rhodium Nights  | Warren Leight & Julie Martin                    | Norberto Barba     | 23 mei 2012                   |

## Seizoen 14 (2012-2013)
| nr. in serie | nr. in seizoen | Titel            | Schrijver(s)                             | Regisseur        | Uitzenddatum Verenigde Staten |
| ------------ | -------------- | ---------------- | ---------------------------------------- | ---------------- | ----------------------------- |
| 296          | 1              | Lost Reputation  | Warren Leight & Julie Martin             | Michael Slovis   | 26 september 2012             |
| 297          | 2              | Above Suspicion  | Warren Leight & Julie Martin             | Michael Slovis   | 26 september 2012             |
| 298          | 3              | Twenty-Five Acts | Warren Leight & Julie Martin             | Jean de Segonzac | 10 oktober 2012               |
| 299          | 4              | Acceptable Loss  | Ed Zuckerman                             | Alex Chapple     | 17 oktober 2012               |
| 300          | 5              | Manhattan Vigil  | Peter Blauner                            | Jean de Segonzac | 24 oktober 2012               |
| 301          | 6              | Friending Emily  | Kevin Fox                                | Jim McKay        | 31 oktober 2012               |
| 302          | 7              | Vanity's Bonfire | Gwendolyn M. Parker & Warren Leight      | Michael Slovis   | 14 november 2012              |
| 303          | 8              | Lessons Learned  | Julie Martin & Ed Zuckerman              | Alex Chapple     | 21 november 2012              |
| 304          | 9              | Dreams Deferred  | Julie Martin & Warren Leight             | Michael Smith    | 5 december 2012               |
| 305          | 10             | Presumed Guilty  | Kevin Fox                                | Courtney Hunt    | 2 januari 2013                |
| 306          | 11             | Beautiful Frame  | Peter Blauner                            | Jean de Segonzac | 9 januari 2013                |
| 307          | 12             | Criminal Hatred  | Ed Zuckerman                             | Adam Bernstein   | 30 januari 2013               |
| 308          | 13             | Monster's Legacy | Warren Leight & Julie Martin             | Jean de Segonzac | 6 februari 2013               |
| 309          | 14             | Secrets Exhumed  | Warren Leight & Julie Martin             | Laura Belsey     | 13 februari 2013              |
| 310          | 15             | Deadly Ambition  | Peter Blauner & Kevin Fox                | Jim McKay        | 20 februari 2013              |
| 311          | 16             | Funny Valentine  | Gwendolyn M. Parker                      | Jean de Segonzac | 27 februari 2013              |
| 312          | 17             | Undercover Blue  | Aaron Tracy & Ed Zuckerman               | Michael Smith    | 20 maart 2013                 |
| 313          | 18             | Legitimate Rape  | Kevin Fox & Peter Blauner                | Jonathan Herron  | 27 maart 2013                 |
| 314          | 19             | Born Psychopath  | Julie Martin & Warren Leight             | Alex Chapple     | 3 april 2013                  |
| 315          | 20             | Girl Dishonored  | Julie Martin & Warren Leight             | Holly Dale       | 24 april 2013                 |
| 316          | 21             | Traumatic Wound  | Gwendolyn M. Parker & John Paul Roche    | Alex Zakrzewski  | 1 mei 2013                    |
| 317          | 22             | Poisoned Motive  | Warren Leight                            | Arthur W. Forney | 8 mei 2013                    |
| 318          | 23             | Brief Interlude  | Peter Blauner & Kevin Fox & Peter Garcia | Kevin Bray       | 15 mei 2013                   |
| 319          | 24             | Her Negotiation  | Julie Martin & Warren Leight             | Norberto Barba   | 22 mei 2013                   |

## Seizoen 15 (2013-2014)
| nr. in serie | nr. in seizoen | Titel              | Schrijver(s)                                  | Regisseur          | Uitzenddatum Verenigde Staten |
| ------------ | -------------- | ------------------ | --------------------------------------------- | ------------------ | ----------------------------- |
| 320          | 1              | Surrender Benson   | Warren Leight & Julie Martin                  | Michael Smith      | 25 september 2013             |
| 321          | 2              | Imprisoned Lives   | Warren Leight & Julie Martin                  | Michael Slovis     | 25 september 2013             |
| 322          | 3              | American Tragedy   | Jill Abbinanti                                | Fred Berner        | 2 oktober 2013                |
| 323          | 4              | Internal Affairs   | Jill Abbinanti                                | Fred Berner        | 9 oktober 2013                |
| 324          | 5              | Wonderland Story   | Ed Zuckerman & Lawrence Kaplow                | Jennifer Getzinger | 16 oktober 2013               |
| 325          | 6              | October Surprise   | Warren Leight & Peter Blauner                 | Peter Werner       | 23 oktober 2013               |
| 326          | 7              | Dissonant Voices   | John Paul Roche                               | Alex Chapple       | 6 november 2013               |
| 327          | 8              | Military Justice   | Lawrence Kaplow                               | Tom DiCillo        | 13 november 2013              |
| 328          | 9              | Rapist Anonymous   | Lawrence Kaplow                               | Jim McKay          | 20 november 2013              |
| 329          | 10             | Psycho/Therapist   | Warren Leight & Julie Martin                  | Michael Slovis     | 8 januari 2014                |
| 330          | 11             | Amaro's One-Eighty | Warren Leight & Julie Martin                  | Nick Gomez         | 15 januari 2014               |
| 331          | 12             | Jersey Breakdown   | Céline C. Robinson & Julie Martin             | Jonathan Herron    | 22 januari 2014               |
| 332          | 13             | Betrayal's Climax  | Jill Abbinanti                                | Holly Dale         | 29 januari 2014               |
| 333          | 14             | Wednesday's Child  | Peter Blauner & Warren Leight                 | Laura Belsey       | 5 februari 2014               |
| 334          | 15             | Comic Perversion   | Brianna Yellen & Warren Leight & Julie Martin | Alex Chapple       | 26 februari 2014              |
| 335          | 16             | Gridiron Soldier   | John Paul Roche & Julie Martin                | Jean de Segonzac   | 5 maart 2014                  |
| 336          | 17             | Gambler's Fallacy  | Kevin Fox                                     | Alex Chapple       | 12 maart 2014                 |
| 337          | 18             | Criminal Stories   | Warren Leight & Julie Martin                  | Mariska Hargitay   | 19 maart 2014                 |
| 338          | 19             | Downloaded Child   | Julie Martin & Warren Leight                  | Adam Bernstein     | 3 april 2013                  |
| 339          | 20             | Beast's Obsession  | Julie Martin & Warren Leight                  | Steve Shill        | 9 april 2014                  |
| 340          | 21             | Post-Mortem Blues  | Warren Leight & Julie Martin                  | Michael Slovis     | 30 april 2014                 |
| 341          | 22             | Reasonable Doubt   | Kevin Fox & Robert Brooks Cohen               | Alex Chapple       | 7 mei 2014                    |
| 342          | 23             | Thought Criminal   | Peter Blauner & Julie Martin & Warren Leight  | Adam Bernstein     | 14 mei 2014                   |
| 343          | 24             | Spring Awakening   | Julie Martin & Warren Leight & Kevin Fox      | Norberto Barba     | 21 mei 2014                   |

## Seizoen 16 (2014-2015)
| nr. in serie | nr. in seizoen | Titel              | Schrijver(s)                                            | Regisseur          | Uitzenddatum Verenigde Staten |
| ------------ | -------------- | ------------------ | ------------------------------------------------------- | ------------------ | ----------------------------- |
| 344          | 1              | Girls Disappeared  | Warren Leight & Julie Martin                            | Alex Chapple       | 24 september 2014             |
| 345          | 2              | American Disgrace  | Warren Leight & Julie Martin                            | Arthur W. Forney   | 1 oktober 2014                |
| 346          | 3              | Producer's Backend | Warren Leight & Julie Martin                            | Michael Pressman   | 8 oktober 2014                |
| 347          | 4              | Holden's Manifesto | Kevin Fox                                               | Jean de Segonzac   | 15 oktober 2014               |
| 348          | 5              | Pornstar's Requiem | Kevin Fox & Warren Leight                               | Jennifer Getzinger | 22 oktober 2014               |
| 349          | 6              | Glasgowman's Wrath | Julie Martin & Warren Leight                            | Jean de Segonzac   | 5 november 2014               |
| 350          | 7              | Chicago Crossover  | Dick Wolf & Warren Leight                               | Steve Shill        | 12 november 2014              |
| 351          | 8              | Spousal Privilege  | Julie Martin & Warren Leight                            | Sharat Raju        | 19 november 2014              |
| 352          | 9              | Pattern Seventeen  | Kevin Fox                                               | Martha Mitchell    | 10 december 2014              |
| 353          | 10             | Forgiving Rollins  | Warren Leight & Julie Martin                            | Michael Slovis     | 7 januari 2015                |
| 354          | 11             | Agent Provocateur  | Samantha Corbin-Miller                                  | Alex Chapple       | 14 januari 2015               |
| 355          | 12             | Padre Sandunguera  | Peter Blauner & Warren Leight                           | Mariska Hargitay   | 21 januari 2015               |
| 356          | 13             | Decaying Morality  | Kevin Fox & Brianna Yellen                              | Michael Pressman   | 4 februari 2015               |
| 357          | 14             | Intimidation Game  | Julie Martin & Céline C. Robinson & Robert Brooks Cohen | Jean de Segonzac   | 11 februari 2015              |
| 358          | 15             | Undercover Mother  | Warren Leight & Julie Martin                            | Steve Shill        | 18 februari 2015              |
| 359          | 16             | December Solstice  | Ed Zuckerman                                            | Sharat Raju        | 25 februari 2015              |
| 360          | 17             | Parole Violations  | Jill Abbinanti                                          | Jean de Segonzac   | 25 maart 2015                 |
| 361          | 18             | Devastating Story  | Samantha Corbin-Miller                                  | Michael Slovis     | 1 april 2015                  |
| 362          | 19             | Granting Immunity  | Julie Martin & Warren Leight                            | Holly Dale         | 8 april 2015                  |
| 363          | 20             | Daydream Believer  | Warren Leight & Matt Olmstead                           | Martha Mitchell    | 29 april 2015                 |
| 364          | 21             | Perverted Justice  | Julie Martin & Warren Leight                            | Alex Chapple       | 6 mei 2015                    |
| 365          | 22             | Parents' Nightmare | Kevin Fox & Brendan Feeney                              | Jean de Segonzac   | 13 mei 2015                   |
| 366          | 23             | Surrendering Noah  | Warren Leight & Julie Martin                            | Michael Slovis     | 20 mei 2015                   |

## Seizoen 17 (2015-2016)
| nr. in serie | nr. in seizoen | Titel               | Schrijver(s)                            | Regisseur          | Uitzenddatum Verenigde Staten |
| ------------ | -------------- | ------------------- | --------------------------------------- | ------------------ | ----------------------------- |
| 367          | 1              | Devil's Dissections | Kevin Fox                               | Jean de Segonzac   | 23 september 2015             |
| 368          | 2              | Criminal Pathology  | Kevin Fox                               | Alex Chapple       | 23 september 2015             |
| 369          | 3              | Transgender Bridge  | Julie Martin & Warren Leight            | Arthur W. Forney   | 30 september 2015             |
| 370          | 4              | Institutional Fail  | Samantha Corbin-Miller                  | Martha Mitchell    | 7 oktober 2015                |
| 371          | 5              | Community Policing  | Kevin Fox                               | Jean de Segonzac   | 14 oktober 2015               |
| 372          | 6              | Glasgowman's Wrath  | Robert Brooks Cohen                     | Michael Pressman   | 21 oktober 2015               |
| 373          | 7              | Chicago Crossover   | Warren Leight & Julie Martin            | Martha Mitchell    | 4 november 2015               |
| 374          | 8              | Melancholy Pursuit  | Brianna Yellen & Samantha Corbin-Miller | Michael Pressman   | 11 november 2015              |
| 375          | 9              | Depravity Standard  | Ed Zuckerman                            | Martha Mitchell    | 18 november 2015              |
| 376          | 10             | Catfishing Teacher  | Kevin Fox                               | Michael Slovis     | 6 januari 2016                |
| 377          | 11             | Townhouse Incident  | Brianna Yellen                          | Nick Gomez         | 13 januari 2016               |
| 378          | 12             | A Misunderstanding  | Céline C. Robinson                      | Mariska Hargitay   | 20 januari 2016               |
| 379          | 13             | Forty-One Witnesses | Robert Brooks Cohen                     | Michael Pressman   | 3 februari 2016               |
| 380          | 14             | Nationwide Manhunt  | Warren Leight & Julie Martin            | Alex Chapple       | 10 februari 2016              |
| 381          | 15             | Collateral Damages  | Samantha Corbin-Miller                  | Rosemary Rodriguez | 17 februari 2016              |
| 382          | 16             | Star-Struck Victims | A. Zell Williams                        | Michael Pressman   | 24 februari 2016              |
| 383          | 17             | Manhattan Transfer  | Julie Martin                            | Alex Chapple       | 2 maart 2016                  |
| 384          | 18             | Unholiest Alliance  | Kevin Fox & Brendan Feeney              | Jean de Segonzac   | 23 maart 2016                 |
| 385          | 19             | Sheltered Outcasts  | Ed Zuckerman                            | Mariska Hargitay   | 30 maart 2016                 |
| 386          | 20             | Fashionable Crimes  | Penelope Koechl & Jill Lorie Hurst      | Martha Mitchell    | 4 mei 2016                    |
| 387          | 21             | Assaulting Reality  | Brianna Yellen & Robert Brooks Cohen    | Alex Chapple       | 11 mei 2016                   |
| 388          | 22             | Intersecting Lives  | Julie Martin & Warren Leight            | Jonathan Starch    | 18 mei 2016                   |
| 389          | 23             | Heartfelt Passages  | Warren Leight & Julie Martin            | Alex Chapple       | 25 mei 2016                   |

## Seizoen 18 (2016-2017)
| nr. in serie | nr. in seizoen | Titel               | Schrijver(s)                       | Regisseur              | Uitzenddatum Verenigde Staten |
| ------------ | -------------- | ------------------- | ---------------------------------- | ---------------------- | ----------------------------- |
| 390          | 1              | Terrorized          | Rick Eid & Julie Martin            | Alik Sakharov          | 21 september 2016             |
| 391          | 2              | Making a Rapist     | Kevin Fox                          | Michael Pressman       | 28 september 2016             |
| 392          | 3              | Imposter            | Rick Eid & Gavin Harris            | Jean de Segonzac       | 5 oktober 2016                |
| 393          | 4              | Heightened Emotions | Julie Martin & Celine C. Robinson  | Alex Chapple           | 12 oktober 2016               |
| 394          | 5              | Rape Interrupted    | Julie Martin & Brianna Yellen      | Michael Pressman       | 26 oktober 2016               |
| 395          | 6              | Broken Rhymes       | Rick Eid & Jeffrey Baker           | Adam Bernstein         | 9 november 2016               |
| 396          | 7              | Next Chapter        | Rick Eid & Gavin Harris            | Fred Berner            | 4 januari 2017                |
| 397          | 8              | Chasing Theo        | Julie Martin & Robert Brooks Cohen | Jean de Segonzac       | 11 januari 2017               |
| 398          | 9              | Decline and Fall    | Ed Zuckerman & Robert Brooks Cohen | Jean de Segonzac       | 18 januari 2017               |
| 399          | 10             | Motherly Love       | Rick Eid & Julie Martin            | Mariska Hargitay       | 8 februari 2017               |
| 400          | 11             | Great Expectations  | Kevin Fox & Brendan Feeney         | Martha Mitchell        | 15 februari 2017              |
| 401          | 12             | No Surrender        | Gavin Harris & Kinan Copen         | Stephanie A. Marquardt | 22 februari 2017              |
| 402          | 13             | Genes               | Rick Eid & Céline C. Robinson      | Michael Pressman       | 22 maart 2017                 |
| 403          | 14             | Net Worth           | Rick Eid & Jeffrey Baker           | Alex Chapple           | 29 maart 2017                 |
| 404          | 15             | Know It All         | Ed Zuckerman & Kevin Fox           | Jonathan Herron        | 5 april 2017                  |
| 405          | 16             | The Newsroom        | Warren Leight & Julie Martin       | Jono Oliver            | 26 april 2017                 |
| 406          | 17             | Real Fake News      | Ed Zuckerman                       | Martha Mitchell        | 3 mei 2017                    |
| 407          | 18             | Spellbound          | Gavin Harris & Kinan Copen         | Jean de Segonzac       | 10 mei 2017                   |
| 408          | 19             | Conversion          | Kevin Fox & Brendan Feeney         | Alex Chapple           | 17 mei 2017                   |
| 409          | 20             | American Dream      | Rick Eid & Julie Martin            | Jean de Segonzac       | 24 mei 2017                   |
| 410          | 21             | Sanctuary           | Rick Eid & Julie Martin            | Michael Pressman       | 24 mei 2017                   |

## Seizoen 19 (2017-2018)
| nr. in serie | nr. in seizoen | Titel                    | Schrijver(s)                          | Regisseur           | Uitzenddatum Verenigde Staten |
| ------------ | -------------- | ------------------------ | ------------------------------------- | ------------------- | ----------------------------- |
| 411          | 1              | Gone Fishin              | Michael Chernuchin                    | Alex Chapple        | 27 september 2017             |
| 412          | 2              | Mood                     | Allison Intrieri                      | Michael Pressman    | 4 oktober 2017                |
| 413          | 3              | Contrapasso              | Richard Sweren                        | Jean de Segonzac    | 11 oktober 2017               |
| 414          | 4              | No Good Reason           | Julie Martin & Brianna Yellen         | Martha Mitchell     | 18 oktober 2017               |
| 415          | 5              | Complicated              | Céline C. Robinson                    | Tricia Brock        | 25 oktober 2017               |
| 416          | 6              | Unintended Consequences  | Elizabeth Rinehart                    | Jonathan Herron     | 8 november 2017               |
| 417          | 7              | Something Happened       | Michael Chernuchin                    | Alex Chapple        | 29 november 2017              |
| 418          | 8              | Intent                   | Robert Brooks Cohen & Lawrence Kaplow | Adam Bernstein      | 6 december 2017               |
| 419          | 9              | Gone Baby Gone           | Lawrence Kaplow & Elizabeth Rinehart  | Jean de Segonzac    | 3 januari 2018                |
| 420          | 10             | Pathological             | Brianna Yellen                        | Jono Oliver         | 10 januari 2018               |
| 421          | 11             | Flight Risk              | Julie Martin & Allison Intrieri       | Michael Pressman    | 17 januari 2018               |
| 422          | 12             | Info Wars                | Richard Sweren & Robert Brooks Cohen  | Michael Slovis      | 31 januari 2018               |
| 423          | 13             | The Undiscovered Country | Michael Chernuchin                    | Alex Chapple        | 7 februari 2018               |
| 424          | 14             | Chasing Demons           | Richard Sweren & Allison Intrieri     | Fred Berner         | 28 februari 2018              |
| 425          | 15             | In Loco Parentis         | Michael Chernuchin & Julie Martin     | Norberto Barba      | 7 maart 2018                  |
| 426          | 16             | Dare                     | Richard Sweren & Cèline C. Robinson   | Christopher Misiano | 14 maart 2018                 |
| 427          | 17             | Send in the Clowns       | Julie Martin & Brianna Yellen         | Alex Chapple        | 21 maart 2018                 |
| 428          | 18             | Service                  | Lawrence Kaplow & Cèline C. Robinson  | Fred Berner         | 11 april 2018                 |
| 429          | 19             | Sunk Cost Fallacy        | Michael Chernuchin & Allison Intrieri | Michael Pressman    | 18 april 2018                 |
| 430          | 20             | The Book of Esther       | Richard Sweren & Ryan Causey          | Jean De Segonzac    | 2 mei 2018                    |
| 431          | 21             | Guardian                 | Julie Martin & Matt Klypka            | Stephanie Marquardt | 9 mei 2018                    |
| 432          | 22             | Mama                     | Lawrence Kaplow & Elizabeth Rinehart  | Jean de Segonzac    | 16 mei 2018                   |
| 433          | 23             | Remember Me              | Michael Chernuchin & Julie Martin     | Alex Chapple        | 23 mei 2018                   |
| 434          | 24             | Remember Me Too          | Michael Chernuchin & Julie Martin     | Alex Chapple        | 23 mei 2018                   |

## Seizoen 20 (2018-2019)
| nr. in serie | nr. in seizoen | Titel               | Schrijver(s)                          | Regisseur           | Uitzenddatum Verenigde Staten |
| ------------ | -------------- | ------------------- | ------------------------------------- | ------------------- | ----------------------------- |
| 435          | 1              | Man Up              | Michael Chernuchin & Julie Martin     | Alex Chapple        | 27 september 2018             |
| 436          | 2              | Man Down            | Michael Chernuchin & Julie Martin     | Alex Chapple        | 27 september 2018             |
| 437          | 3              | Zero Tolerance      | Céline C. Robinson & Richard Sweren   | Michael Pressman    | 4 oktober 2018                |
| 438          | 4              | Revenge             | Michael Chernuchin & Lawrence Kaplow  | Martha Mitchell     | 11 oktober 2018               |
| 439          | 5              | Accredo             | Julie Martin & Brianna Yellen         | Jean de Segonzac    | 18 oktober 2018               |
| 440          | 6              | Exile               | Michael Chernuchin & Allison Intrieri | Stephanie Marquardt | 25 oktober 2018               |
| 441          | 7              | Caretaker           | Jordan Barsky                         | Jono Oliver         | 1 november 2018               |
| 442          | 8              | Hell's Kitchen      | Richard Sweren & Ryan Causey          | Monica Raymund      | 8 november 2018               |
| 443          | 9              | Mea Culpa           | Michael Chernuchin & Julie Martin     | Mariska Hargitay    | 15 november 2018              |
| 444          | 10             | Alta Kockers        | Michael Chernuchin                    | Alex Chapple        | 29 november 2018              |
| 445          | 11             | Plastic             | Lawrence Kaplow & Brianna Yellen      | Fred Berner         | 10 januari 2019               |
| 446          | 12             | Dear Ben            | Julie Martin & Matt Klypka            | Jean de Segonzac    | 17 januari 2019               |
| 447          | 13             | A Story of More Woe | Julie Martin & Céline C. Robinson     | Ray McKinnon        | 31 januari 2019               |
| 448          | 14             | Part 33             | Michael Chernuchin                    | Alex Chapple        | 7 februari 2019               |
| 449          | 15             | Brothel             | Julie Martin & Ryan Causey            | Michael Pressman    | 14 februari 2019              |
| 450          | 16             | Facing Demons       | Richard Sweren & Allison Intrieri     | Timothy Busfield    | 21 februari 2019              |
| 451          | 17             | Missing             | Michael Chernuchin & Matt Klypka      | Constantine Makris  | 14 maart 2019                 |
| 452          | 18             | Blackout            | Peter Blauner                         | Chris Misiano       | 21 maart 2019                 |
| 453          | 19             | Dearly Beloved      | Richard Sweren & Allison Intrieri     | Lucy Liu            | 4 april 2019                  |
| 454          | 20             | The Good Girl       | Lawrence Kaplow & Brianna Yellen      | Jean de Segonzac    | 11 april 2019                 |
| 455          | 21             | Exchange            | Michael Chernuchin & Jordan Barsky    | Michael Pressman    | 25 april 2019                 |
| 456          | 22             | Diss                | Michael Chernuchin & Allison Intrieri | Alex Chapple        | 2 mei 2019                    |
| 457          | 23             | Assumptions         | Julie Martin & Richard Sweren         | Fred Berner         | 9 mei 2019                    |
| 458          | 24             | End Game            | Michael Chernuchin & Julie Martin     | Alex Chapple        | 16 mei 2019                   |

## Seizoen 21 (2019-2020)
| nr. in serie | nr. in seizoen | Titel                        | Schrijver(s)                         | Regisseur           | Uitzenddatum Verenigde Staten |
| ------------ | -------------- | ---------------------------- | ------------------------------------ | ------------------- | ----------------------------- |
| 459          | 1              | I'm Going to Make You a Star | Warren Leight & Peter Blauner        | Norberto Barba      | 26 september 2019             |
| 460          | 2              | The Darkest Journey Home     | Julie Martin & Warren Leight         | Jean de Segonzac    | 3 oktober 2019                |
| 461          | 3              | Down Low in Hell's Kitchen   | Monet Hurst-Mendoza & Brendan Feeney | Timothy Busfield    | 10 oktober 2019               |
| 462          | 4              | The Burden of Our Choices    | Julie Martin & Micharne Cloughley    | Martha Mitchell     | 17 oktober 2019               |
| 463          | 5              | At Midnight in Manhattan     | Kathy Dobie & Micharne Cloughley     | Peter Werner        | 24 oktober 2019               |
| 464          | 6              | Murdered at a Bad Address    | Denis Hamill                         | Michael Smith       | 31 oktober 2019               |
| 465          | 7              | Counselor, It's Chinatown    | Kathy Dobie & Lisa Takeuchi Cullen   | Leslie Hope         | 7 november 2019               |
| 466          | 8              | We Dream of Machine Elves    | Brendan Feeney & Monet Hurst-Mendoza | Jonathan Herron     | 14 november 2019              |
| 467          | 9              | Can't Be Held Accountable    | Brianna Yellen                       | Norberto Barba      | 21 november 2019              |
| 468          | 10             | Must Be Held Accountable     | Brianna Yellen & Denis Hamill        | Laurie Collyer      | 9 januari 2020                |
| 469          | 11             | She Paints for Vengeance     | Kathy Dobie                          | Mariska Hargitay    | 16 januari 2020               |
| 470          | 12             | The Longest Night of Rain    | Peter Blauner                        | Michael Smith       | 30 januari 2020               |
| 471          | 13             | Redemption in Her Corner     | Monet Hurst-Mendoza & Brianna Yellen | Batán Silva         | 6 februari 2020               |
| 472          | 14             | I Deserve Some Loving Too    | Denis Hamill                         | Jean de Segonzac    | 13 februari 2020              |
| 473          | 15             | Swimming with the Sharks     | Lisa Takeuchi Cullen                 | Martha Mitchell     | 20 februari 2020              |
| 474          | 16             | Eternal Relief from Pain     | Peter Blauner                        | Jean de Segonzac    | 27 februari 2020              |
| 475          | 17             | Dance Lies and Video Tape    | Micharne Cloughley & Brendan Feeney  | Leslie Hope         | 26 maart 2020                 |
| 476          | 18             | Garland's Baptism by Fire    | Cheryl L. Davis & Micharne Cloughley | Norberto Barba      | 2 april 2020                  |
| 477          | 19             | Solving For The Unknowns     | Brianna Yellen & Kathy Dobie         | Christopher Misiano | 16 april 2020                 |
| 478          | 20             | The Things We Have To Lose   | Warren Leight & Julie Martin         | Juan Campanella     | 23 april 2020                 |

## Seizoen 22 (2020-2021)
| nr. in serie | nr. in seizoen | Titel                        | Schrijver(s)                                             | Regisseur          | Uitzenddatum Verenigde Staten |
| ------------ | -------------- | ---------------------------- | -------------------------------------------------------- | ------------------ | ----------------------------- |
| 479          | 1              | Guardians and Gladiators     | Warren Leight & Julie Martin                             | Norberto Barba     | 12 november 2020              |
| 480          | 2              | Ballad of Dwight and Irena   | Brendan Feeney & Monet Hurst-Mendoza                     | Martha Mitchell    | 19 november 2020              |
| 481          | 3              | Remember Me in Quarantine    | Julie Martin & Warren Leight                             | Juan J. Campanella | 3 december 2020               |
| 482          | 4              | Sightless in a Savage Land   | Matt Klypka, Denis Hamill, Julie Martin, & Warren Leight | Norberto Barba     | 7 januari 2021                |
| 483          | 5              | Turn Me on Take Me Private   | Victoria Pollack & Monet Hurst-Mendoza                   | Juan J. Campanella | 14 januari 2021               |
| 484          | 6              | The Long Arm of the Witness  | Denis Hamill & Micharne Cloughley                        | Martha Mitchell    | 21 januari 2021               |
| 485          | 7              | Hunt, Trap, Rape and Release | Kathy Dobie & Julie Martin                               | Batán Silva        | 18 februari 2021              |
| 486          | 8              | The Only Way Out Is Through  | Brianna Yellen                                           | Martha Mitchell    | 25 februari 2021              |
| 487          | 9              | Return of the Prodigal Son   | Warren Leight & Julie Martin                             | Juan J. Campanella | 1 april 2021                  |
| 488          | 10             | Welcome to the Pedo Motel    | Denis Hamil, Julie Martin, & Warren Leight               | Jean de Segonzac   | 8 april 2021                  |
| 489          | 11             | Our Words Will Not Be Heard  | Melody Cooper                                            | Batán Silva        | 15 april 2021                 |
| 490          | 12             | In the Year We All Fell Down | Julie Martin, Warren Leight, & Kathy Dobie               | Jean de Segonzac   | 22 april 2021                 |
| 491          | 13             | Trick-Rolled at the Moulin   | Warren Leight & Julie Martin                             | Batán Silva        | 13 mei 2021                   |
| 492          | 14             | Post-Graduate Psychopath     | Brianna Yellen & Warren Leight                           | Norberto Barba     | 20 mei 2021                   |
| 493          | 15             | What Can Happen In the Dark  | Micharne Cloughley                                       | Jean de Segonzac   | 27 mei 2021                   |
| 494          | 16             | Wolves in Sheep's Clothing   | Denis Hamill and Julie Martin & Warren Leight            | Norberto Barba     | 3 juni 2021                   |

## Seizoen 23 (2021-2022)
| nr. in serie | nr. in seizoen | Titel                          | Schrijver(s)                                   | Regisseur            | Uitzenddatum Verenigde Staten |
| ------------ | -------------- | ------------------------------ | ---------------------------------------------- | -------------------- | ----------------------------- |
| 495          | 1              | And the Empire Strikes Back    | Warren Leight & Julie Martin & Bryan Goluboff  | Norberto Barba       | 23 september 2021             |
| 496          | 2              | Never Turn Your Back on Them   | Warren Leight                                  | Norberto Barba       | 23 september 2021             |
| 497          | 3              | I Thought You Were on My Side  | Bryan Goluboff                                 | John Behring         | 30 september 2021             |
| 498          | 4              | One More Tale of Two Victims   | Denis Hamill & Bryan Goluboff                  | Michael Pressman     | 7 oktober 2021                |
| 499          | 5              | Fast Times @TheWheelHouse      | Brianna Yellen & Brendan Feeney                | Martha Mitchell      | 14 oktober 2021               |
| 500          | 6              | The Five Hundredth Episode     | Brianna Yellen & Warren Leight                 | Juan J. Campanella   | 21 oktober 2021               |
| 501          | 7              | They'd Already Disappeared     | Kathy Dobie & Micharne Cloughley               | Bethany Rooney       | 4 november 2021               |
| 502          | 8              | Nightmares in Drill City       | Bryan Goluboff                                 | Norberto Barba       | 11 november 2021              |
| 503          | 9              | People vs. Richard Wheatley    | Julie Martin & Warren Leight                   | Michael Smith        | 9 december 2021               |
| 504          | 10             | Silent Night, Hateful Night    | Warren Leight                                  | Norberto Barba       | 6 januari 2022                |
| 505          | 11             | Burning with Rage Forever      | Brianna Yellen & Brendan Feeney                | Mary Lambert         | 13 januari 2022               |
| 506          | 12             | Tommy Baker's Hardest Fight    | Candice Sanchez McFarlane & Bryan Goluboff     | Ed Bianchi           | 20 januari 2022               |
| 507          | 13             | If I Knew Then What I Know Now | Micharne Cloughley & Warren Leight             | Juan J. Campanella   | 24 februari 2022              |
| 508          | 14             | Video Killed the Radio Star    | Warren Leight & Julie Martin                   | Alex Zakrzewski      | 3 maart 2022                  |
| 509          | 15             | Promising Young Gentlemen      | Julie Martin & Warren Leight                   | David Grossman       | 10 maart 2022                 |
| 510          | 16             | Sorry If It Got Weird for You  | Bryan Goluboff & Brendan Feeney                | Leslie Hope          | 17 maart 2022                 |
| 511          | 17             | Once Upon a Time in El Barrio  | Bryan Goluboff & Denis Hamill                  | Oscar Rene Lozoya II | 7 april 2022                  |
| 512          | 18             | Eighteen Wheels a Predator     | Kathy Dobie                                    | Martha Mitchell      | 14 april 2022                 |
| 513          | 19             | Tangled Strands of Justice     | Brendan Feeney                                 | Jean de Segonzac     | 28 april 2022                 |
| 514          | 20             | Did You Believe in Miracles?   | Micharne Cloughley & Candice Sanchez McFarlane | Pratibha Parmar      | 5 mei 2022                    |
| 515          | 21             | Confess Your Sins to Be Free   | Denis Hamill & Warren Leight                   | Norberto Barba       | 12 mei 2022                   |
| 516          | 22             | A Final Call at Forlini's Bar  | Warren Leight & Julie Martin                   | Juan J. Campanella   | 19 mei 2022                   |